# منطقة وصاية كلاتن
منطقة وصاية كلاتن (بالإندونيسية: Kabupaten Klaten)‏ هي منطقة وصاية تقع في مقاطعة جاوة الوسطى بإندونيسيا. يقدر عدد سكانها بـ 1,129,862 نسمة في 2010 ومساحتها 665 كم2 . عاصمتها هي المدينة التي تحمل الاسم نفسه.

## المناخ
يظهر الجدول التالي التغييرات المناخية على مدار السنة لمنطقة وصاية كلاتن:
| البيانات المناخية لـمنطقة وصاية كلاتن                                               | البيانات المناخية لـمنطقة وصاية كلاتن | البيانات المناخية لـمنطقة وصاية كلاتن | البيانات المناخية لـمنطقة وصاية كلاتن | البيانات المناخية لـمنطقة وصاية كلاتن | البيانات المناخية لـمنطقة وصاية كلاتن | البيانات المناخية لـمنطقة وصاية كلاتن | البيانات المناخية لـمنطقة وصاية كلاتن | البيانات المناخية لـمنطقة وصاية كلاتن | البيانات المناخية لـمنطقة وصاية كلاتن | البيانات المناخية لـمنطقة وصاية كلاتن | البيانات المناخية لـمنطقة وصاية كلاتن | البيانات المناخية لـمنطقة وصاية كلاتن | البيانات المناخية لـمنطقة وصاية كلاتن |
| الشهر                                                                               | يناير                                 | فبراير                                | مارس                                  | أبريل                                 | مايو                                  | يونيو                                 | يوليو                                 | أغسطس                                 | سبتمبر                                | أكتوبر                                | نوفمبر                                | ديسمبر                                | المعدل السنوي                         |
| ----------------------------------------------------------------------------------- | ------------------------------------- | ------------------------------------- | ------------------------------------- | ------------------------------------- | ------------------------------------- | ------------------------------------- | ------------------------------------- | ------------------------------------- | ------------------------------------- | ------------------------------------- | ------------------------------------- | ------------------------------------- | ------------------------------------- |
| متوسط درجة الحرارة الكبرى °م (°ف)                                                   | 29 (84)                               | 29 (84)                               | 29 (85)                               | 30 (86)                               | 30 (86)                               | 30 (86)                               | 29 (85)                               | 30 (86)                               | 30 (86)                               | 31 (87)                               | 30 (86)                               | 29 (85)                               | 31.3 (88.3)                           |
| متوسط درجة الحرارة الصغرى °م (°ف)                                                   | 23 (74)                               | 23 (74)                               | 23 (74)                               | 23 (74)                               | 23 (74)                               | 23 (73)                               | 22 (72)                               | 22 (72)                               | 23 (73)                               | 23 (74)                               | 23 (74)                               | 23 (74)                               | 20.2 (68.4)                           |
| الهطول مم (إنش)                                                                     | 300 (11.8)                            | 280 (11.0)                            | 230 (9.1)                             | 180 (7.1)                             | 110 (4.3)                             | 70 (2.8)                              | 30 (1.2)                              | 30 (1.2)                              | 30 (1.2)                              | 90 (3.5)                              | 200 (7.9)                             | 230 (9.1)                             | 1٬840 (72.4)                          |
| المصدر: http://www.weatherbase.com/weather/weather.php3?s=93869&refer=&units=metric |                                       |                                       |                                       |                                       |                                       |                                       |                                       |                                       |                                       |                                       |                                       |                                       |                                       |

## أعلام
- محمد هدايت نور واحد
- فوزي عدنان
- فخر الدين أريانتو
- هيري سيتياوان